# 343 î.Hr.

## Decese
- dată necunoscută: Nectanebo al II-lea  (n. ?)